# Corel
科立爾數位科技，英文名为Corel，中国大陆名为科亿尔数码科技，是一間電腦軟件公司，總部在加拿大安大略省渥太華。主要产品包括CorelDRAW、Painter、PaintShop Pro、会声会影、WinZip和WordPerfect等。

## 历史
1985年由Michael Cowpland創辦，早期原希望成為研究實驗室。Corel是"Cowpland Research Laboratory"的簡稱。1990年代以CorelDRAW得到很大的成功，並曾經是加拿大最大的軟件公司。1996年收購WordPerfect文件編輯器與微软對抗，但計劃失敗，最終需要大幅裁員。
2001年年底收购Micrografx涉足图形图像领域。
2003年首次在纳斯达克和多伦多证券交易所上市。
2004年收购Jasc Software，将PaintShop Pro收入囊中。
2006年再次在纳斯达克上市，并收购压缩软件开发商WinZip，斥资1.96億美元收购多媒体软件巨头英特维，完成了英特维和友立资讯的合并。
2009年公布Vector Capital將會購入餘下的普通股，完成後Corel將再次為私人擁有。
2021年9月，Corel 公司宣布改名Alludo，並啟用全新的品牌形象。

## 產品
- 图像處理類：
  - CorelDRAW/CorelDRAW Graphics Suite（向量繪圖軟件）
  - Corel DESIGNER（英语：Corel Designer）/Corel DESIGNER Technical Suite（工业绘图軟件）
  - Corel Painter（數字繪畫軟件）
    - 曾用名：MetaCreations Painter及Fractal Design Painter

  - Corel PaintShop Pro（圖像編輯軟件）
    - 曾用名：Corel PaintShop Photo、Corel Paint Shop Pro Photo及Jasc Paint Shop Pro

  - Corel PaintShop Photo Express
  - Corel Paint it!
  - CorelCAD（英语：CorelCAD）

- 多媒体類：
  - Corel Digital Studio（中文名稱：影音寶典，原Corel MediaOne（英语：MediaOne））
  - Corel PaintShop Photo Express
  - Corel VideoStudio（中文名稱：會聲會影）
  - Corel DVD MovieFactory（英语：Ulead DVD MovieFactory）（中文名稱：DVD錄錄燒）
  - WinDVD
  - Corel DVD Factory（原Corel DVD Copy）
  - Corel MotionStudio 3D

- 办公類：
  - WordPerfect/WordPerfect
  - WinZip
  - WinZip Courier
  - iGrafx
  - Corel PDF Fusion
  - Corel Perfect Authority

## 外部連結
- Corel Corporation（页面存档备份，存于）（英文）
- 科亿尔数码科技（页面存档备份，存于）（中国大陆）（简体中文）
- 科立爾數位科技（页面存档备份，存于）（台湾）（繁體中文）
- 科立爾台灣分公司 裁員50人（繁體中文）